# Championnat de France féminin de hockey sur gazon 2023-2024
Navigation
2022-2023 2024-2025
Le championnat de France féminin de hockey sur gazon 2023-2024 est composé d'un total de 10 équipes. Les 4 première équipes peuvent jouer le tournoi finale se déroulant le week-end du 11 et 12 mai 2024. Le dernier est relégué en Nationale 1 tandis que l'avant dernier joue les barrages contre le deuxième de Nationale 1.

## Clubs participants

### Liste des clubs
| Équipe           | Localisation          | Région               | Diminutif |
| ---------------- | --------------------- | -------------------- | --------- |
| Saint-Germain HC | Saint-Germain-en-Laye | Île-de-France        | SGHC      |
| CA Montrouge     | Montrouge             | Île-de-France        | CAM       |
| Stade Français   | Paris                 | Île-de-France        | SF        |
| RC France        | Versailles            | Île-de-France        | RCF       |
| Douai HC         | Douai                 | Hauts-de-France      | DHC       |
| IH Lambersart    | Lambersart            | Hauts-de-France      | IHL       |
| Lille MHC        | Lille                 | Hauts-de-France      | LMHC      |
| Cambrai HC       | Cambrai               | Hauts-de-France      | CHC       |
| Villa Primrose   | Bordeaux              | Nouvelle-Aquitaine   | VP        |
| FC Lyon          | Caluire               | Auvergne-Rhône-Alpes | FCL       |

## Localisation des clubs

### Île-de-France
| \| 25 km1:1 018 000 Capitale nationale Localisation club \| CAM RCF Saint-Germain HC SF |
| 25 km1:1 018 000 Capitale nationale Localisation club                                   |

### Auvergne-Rhône-Alpes
| \| Localisation d'Auvergne-Rhône-Alpes en France \| FCL |
| Localisation d'Auvergne-Rhône-Alpes en France           |

### Hauts-de-France
| \| 10 km1:1 469 000 Capitale nationale Localisation club \| Lille MHC DHC CHC |
| 10 km1:1 469 000 Capitale nationale Localisation club                         |

## Classement

### Classement de la saison 2023-2024 du Championnat de France Féminin de hockey sur gazon
| Rang | Équipe           | Pts | J | G | N | P | Bp | Bc | Diff |
| ---- | ---------------- | --- | - | - | - | - | -- | -- | ---- |
| 1    | Cambrai HCT      | 3   | 1 | 1 | 0 | 0 | 6  | 0  | +6   |
| 2    | RC France        | 3   | 1 | 1 | 0 | 0 | 4  | 0  | +4   |
| 3    | Douai HC         | 3   | 1 | 1 | 0 | 0 | 1  | 0  | +1   |
| 4    | Saint-Germain HC | 1   | 1 | 0 | 1 | 0 | 1  | 1  | 0    |
| 5    | CA Montrouge     | 1   | 1 | 0 | 1 | 0 | 1  | 1  | 0    |
| 6    | Villa Primrose   | 1   | 1 | 0 | 1 | 0 | 1  | 1  | 0    |
| 7    | Lille MHC        | 1   | 1 | 0 | 1 | 0 | 1  | 1  | 0    |
| 8    | IH Lambersart ᴾ  | 0   | 1 | 0 | 0 | 1 | 0  | 1  | -1   |
| 9    | FC Lyon          | 0   | 1 | 0 | 0 | 1 | 0  | 4  | -4   |
| 10   | Stade Français   | 0   | 1 | 0 | 0 | 1 | 0  | 6  | -6   |

Place spécifique
Play-Off
- 1er, 2e, 3e et 4e : Phase Finale

## Matchs
Les résultats sont issus de la source placée en note.

### Résultats par journée
| Journée ╱ Équipe | 1 | 2 | 3 | 4 | 5 | 6 | 7 | 8 | 9 | 10 | 11 | 12 | 13 | 14 | 15 | 16 | 17 | 18 |
| ---------------- | - | - | - | - | - | - | - | - | - | -- | -- | -- | -- | -- | -- | -- | -- | -- |
| RCF              | V |   |   |   |   |   |   |   |   |    |    |    |    |    |    |    |    |    |
| SF               | D |   |   |   |   |   |   |   |   |    |    |    |    |    |    |    |    |    |
| CAM              | N |   |   |   |   |   |   |   |   |    |    |    |    |    |    |    |    |    |
| FCL              | D |   |   |   |   |   |   |   |   |    |    |    |    |    |    |    |    |    |
| IHL              | D |   |   |   |   |   |   |   |   |    |    |    |    |    |    |    |    |    |
| LMHC             | N |   |   |   |   |   |   |   |   |    |    |    |    |    |    |    |    |    |
| VP               | N |   |   |   |   |   |   |   |   |    |    |    |    |    |    |    |    |    |
| SGHC             | N |   |   |   |   |   |   |   |   |    |    |    |    |    |    |    |    |    |
| DHC              | V |   |   |   |   |   |   |   |   |    |    |    |    |    |    |    |    |    |
| CHC              | V |   |   |   |   |   |   |   |   |    |    |    |    |    |    |    |    |    |

### Calendrier des matchs
| Journée 1  | Journée 1 | Journée 1        | Journée 1 | Journée 1             | Journée 1 | Journée 1                                                                                        | Journée 1                         |
| Date       | Heure     | Équipe domicile  | Score     | Équipe extérieur      | Buteur équipe domicile                                                                                                   | Buteur équipe extérieur                                                                          | Arbitrage                         |
| ---------- | --------- | ---------------- | --------- | --------------------- | --- | ------------------------------------------------------------------------------------------------ | --------------------------------- |
| 16/09/2023 | 19h00     | Douai HC         | 1 - 0     | IH Lambersart         | (×1) Franchomme Alexandrine                                                                                              |                                                                                                  | Mr Maya-Perez. L Mr Guenole. E    |
| 17/09/2023 | 14h00     | Villa Primrose   | 1 - 1     | Lille MHC             | (×1) Chevrier Noa | (×1) Lebaindre Louise                                                                            | Mr Moreau. M Mme Alves. K         |
| 17/09/2023 | 14h00     | Saint-Germain HC | 1 - 1     | CA Montrouge          | (×1) Horiyama Anna | (×1) De Peretti Diane                                                                            | Mme Busse. R Mr Defoin. R         |
| 17/09/2023 | 15h00     | Cambrai HC       | 6 - 0     | Stade Français        | (×1) Querleu Charlotte (×2) Arista Agustina (×1) Bracq Pauline (×1) Bethune Lily (×1) Antiononi-Valentini Maria-Consuelo |                                                                                                  | Mr Bonnet-Langagne. F Mr Verin. F |
| 17/09/2023 | 13h00     | FC Lyon          | 0 - 4     | Racing Club de France | | (×1) Le Nindre Paola (×1) Ratabouil Anaé (×1) Berthomieu Laia (×1) Pelletier Rimbert Marie-Alice | Mr Platel. A Mr Knuelle. M        |

| Journée 2  | Journée 2 | Journée 2             | Journée 2 | Journée 2        | Journée 2              | Journée 2               | Journée 2                         |
| Date       | Heure     | Équipe domicile       | Score     | Équipe extérieur | Buteur équipe domicile | Buteur équipe extérieur | Arbitrage                         |
| ---------- | --------- | --------------------- | --------- | ---------------- | ---------------------- | ----------------------- | --------------------------------- |
| 24/09/2023 | 13h00     | Lille MHC             |           | Saint-Germain HC |                        |                         | Mr Maya-Perez. L Mr Lasseur. E    |
| 24/09/2023 | 13h00     | Racing Club de France |           | IH Lambersart    |                        |                         | Mr Verley. L-N Mr Pinet. M        |
| 24/09/2023 | 13h00     | Stade Français        |           | FC Lyon          |                        |                         | Mr Tezenas DM. M Mr Tezenas DM. V |
| 24/09/2023 | 13h00     | CA Montrouge          |           | Cambrai HC       |                        |                         | Mr Platel. A Mme Clement. C       |
| 24/09/2023 | 11h00     | Douai HC              |           | Villa Primrose   |                        |                         | Mr Delille. L Mr Verin. F         |

| Journée 3  | Journée 3 | Journée 3        | Journée 3 | Journée 3             | Journée 3              | Journée 3               | Journée 3 |
| Date       | Heure     | Équipe domicile  | Score     | Équipe extérieur      | Buteur équipe domicile | Buteur équipe extérieur | Arbitrage |
| ---------- | --------- | ---------------- | --------- | --------------------- | ---------------------- | ----------------------- | --------- |
| 01/10/2023 | 13h00     | CA Montrouge     |           | Stade Français        |                        |                         |           |
| 01/10/2023 | 14h00     | Saint-Germain HC |           | Douai HC              |                        |                         |           |
| 01/10/2023 | 15h00     | Villa Primrose   |           | Racing Club de France |                        |                         |           |
| 01/10/2023 | 15h00     | Cambrai HC       |           | Lille MHC             |                        |                         |           |
| 01/10/2023 | 16h00     | IH Lambersart    |           | FC Lyon               |                        |                         |           |

| Journée 4  | Journée 4 | Journée 4             | Journée 4 | Journée 4        | Journée 4              | Journée 4               | Journée 4 |
| Date       | Heure     | Équipe domicile       | Score     | Équipe extérieur | Buteur équipe domicile | Buteur équipe extérieur | Arbitrage |
| ---------- | --------- | --------------------- | --------- | ---------------- | ---------------------- | ----------------------- | --------- |
| 08/10/2023 | 15h00     | Racing Club de France |           | CA Montrouge     |                        |                         |           |
| 08/10/2023 | 15h00     | FC Lyon               |           | Cambrai HC       |                        |                         |           |
| 08/10/2023 | 15h00     | Stade Français        |           | Villa Primrose   |                        |                         |           |
| 08/10/2023 | 15h00     | Douai HC              |           | Lille MHC        |                        |                         |           |
| 08/10/2023 | 15h00     | IH Lambersart         |           | Saint-Germain HC |                        |                         |           |

| Journée 5  | Journée 5 | Journée 5        | Journée 5 | Journée 5             | Journée 5              | Journée 5               | Journée 5 |
| Date       | Heure     | Équipe domicile  | Score     | Équipe extérieur      | Buteur équipe domicile | Buteur équipe extérieur | Arbitrage |
| ---------- | --------- | ---------------- | --------- | --------------------- | ---------------------- | ----------------------- | --------- |
| 15/10/2023 | 11h00     | Lille MHC        |           | Stade Français        |                        |                         |           |
| 15/10/2023 | 13h00     | CA Montrouge     |           | Douai HC              |                        |                         |           |
| 15/10/2023 | 14h00     | Saint-Germain HC |           | FC Lyon               |                        |                         |           |
| 15/10/2023 | 15h00     | Villa Primrose   |           | IH Lambersart         |                        |                         |           |
| 15/10/2023 | 15h00     | Cambrai HC       |           | Racing Club de France |                        |                         |           |

| Journée 6  | Journée 6 | Journée 6             | Journée 6 | Journée 6        | Journée 6              | Journée 6               | Journée 6 |
| Date       | Heure     | Équipe domicile       | Score     | Équipe extérieur | Buteur équipe domicile | Buteur équipe extérieur | Arbitrage |
| ---------- | --------- | --------------------- | --------- | ---------------- | ---------------------- | ----------------------- | --------- |
| 22/10/2023 | 13h00     | Lille MHC             |           | CA Montrouge     |                        |                         |           |
| 22/10/2023 | 13h00     | Racing Club de France |           | Saint-Germain HC |                        |                         |           |
| 22/10/2023 | 13h00     | Stade Français        |           | IH Lambersart    |                        |                         |           |
| 22/10/2023 | 15h00     | FC Lyon               |           | Villa Primrose   |                        |                         |           |
| 22/10/2023 | 15h00     | Douai HC              |           | Cambrai HC       |                        |                         |           |

| Journée 7  | Journée 7 | Journée 7             | Journée 7 | Journée 7        | Journée 7              | Journée 7               | Journée 7 |
| Date       | Heure     | Équipe domicile       | Score     | Équipe extérieur | Buteur équipe domicile | Buteur équipe extérieur | Arbitrage |
| ---------- | --------- | --------------------- | --------- | ---------------- | ---------------------- | ----------------------- | --------- |
| 05/11/2023 | 13h00     | Villa Primrose        |           | Cambrai HC       |                        |                         |           |
| 05/11/2023 | 15h00     | FC Lyon               |           | Lille MHC        |                        |                         |           |
| 05/11/2023 | 15h00     | Stade Français        |           | Saint-Germain HC |                        |                         |           |
| 05/11/2023 | 15h00     | Racing Club de France |           | Douai HC         |                        |                         |           |
| 05/11/2023 | 15h00     | IH Lambersart         |           | CA Montrouge     |                        |                         |           |

| Journée 8  | Journée 8 | Journée 8        | Journée 8 | Journée 8             | Journée 8              | Journée 8               | Journée 8 |
| Date       | Heure     | Équipe domicile  | Score     | Équipe extérieur      | Buteur équipe domicile | Buteur équipe extérieur | Arbitrage |
| ---------- | --------- | ---------------- | --------- | --------------------- | ---------------------- | ----------------------- | --------- |
| 12/11/2023 | 13h00     | Villa Primrose   |           | Racing Club de France |                        |                         |           |
| 12/11/2023 | 14h00     | Saint-Germain HC |           | Villa Primrose        |                        |                         |           |
| 12/11/2023 | 15h00     | Cambrai HC       |           | IH Lambersart         |                        |                         |           |
| 12/11/2023 | 15h00     | CA Montrouge     |           | FC Lyon               |                        |                         |           |
| 12/11/2023 | 15h00     | Douai HC         |           | Stade Français        |                        |                         |           |

| Journée 9  | Journée 9 | Journée 9             | Journée 9 | Journée 9        | Journée 9              | Journée 9               | Journée 9 |
| Date       | Heure     | Équipe domicile       | Score     | Équipe extérieur | Buteur équipe domicile | Buteur équipe extérieur | Arbitrage |
| ---------- | --------- | --------------------- | --------- | ---------------- | ---------------------- | ----------------------- | --------- |
| 19/11/2023 | 14h00     | Saint-Germain HC      |           | Cambrai HC       |                        |                         |           |
| 19/11/2023 | 15h00     | IH Lambersart         |           | Lille MHC        |                        |                         |           |
| 19/11/2023 | 15h00     | Racing Club de France |           | Stade Français   |                        |                         |           |
| 19/11/2023 | 15h00     | Villa Primrose        |           | CA Montrouge     |                        |                         |           |
| 19/11/2023 | 15h00     | FC Lyon               |           | Douai HC         |                        |                         |           |

| Journée 10 | Journée 10 | Journée 10            | Journée 10 | Journée 10       | Journée 10             | Journée 10              | Journée 10 |
| Date       | Heure      | Équipe domicile       | Score      | Équipe extérieur | Buteur équipe domicile | Buteur équipe extérieur | Arbitrage  |
| ---------- | ---------- | --------------------- | ---------- | ---------------- | ---------------------- | ----------------------- | ---------- |
| 03/03/2024 | 13h00      | CA Montrouge          |            | Saint-Germain HC |                        |                         |            |
| 03/03/2024 | 13h00      | Stade Français        |            | Cambrai HC       |                        |                         |            |
| 03/03/2024 | 14h00      | Racing Club de France |            | FC Lyon          |                        |                         |            |
| 03/03/2024 | 15h00      | IH Lambersart         |            | Douai HC         |                        |                         |            |
| 03/03/2024 | 15h00      | Lille MHC             |            | Villa Primrose   |                        |                         |            |

| Journée 11 | Journée 11 | Journée 11       | Journée 11 | Journée 11            | Journée 11             | Journée 11              | Journée 11 |
| Date       | Heure      | Équipe domicile  | Score      | Équipe extérieur      | Buteur équipe domicile | Buteur équipe extérieur | Arbitrage  |
| ---------- | ---------- | ---------------- | ---------- | --------------------- | ---------------------- | ----------------------- | ---------- |
| 10/03/2024 | 13h00      | IH Lambersart    |            | Racing Club de France |                        |                         |            |
| 10/03/2024 | 14h00      | Saint-Germain HC |            | Lille MHC             |                        |                         |            |
| 10/03/2024 | 15h00      | FC Lyon          |            | Stade Français        |                        |                         |            |
| 10/03/2024 | 15h00      | Cambrai HC       |            | CA Montrouge          |                        |                         |            |
| 10/03/2024 | 15h00      | Villa Primrose   |            | Douai HC              |                        |                         |            |

| Journée 12 | Journée 12 | Journée 12            | Journée 12 | Journée 12       | Journée 12             | Journée 12              | Journée 12 |
| Date       | Heure      | Équipe domicile       | Score      | Équipe extérieur | Buteur équipe domicile | Buteur équipe extérieur | Arbitrage  |
| ---------- | ---------- | --------------------- | ---------- | ---------------- | ---------------------- | ----------------------- | ---------- |
| 17/03/2024 | 11h00      | Lille MHC             |            | Cambrai HC       |                        |                         |            |
| 17/03/2024 | 15h00      | FC Lyon               |            | IH Lambersart    |                        |                         |            |
| 17/03/2024 | 15h00      | Douai HC              |            | Saint-Germain HC |                        |                         |            |
| 17/03/2024 | 15h00      | Stade Français        |            | CA Montrouge     |                        |                         |            |
| 17/03/2024 | 16h00      | Racing Club de France |            | Villa Primrose   |                        |                         |            |

| Journée 13 | Journée 13 | Journée 13       | Journée 13 | Journée 13            | Journée 13             | Journée 13              | Journée 13 |
| Date       | Heure      | Équipe domicile  | Score      | Équipe extérieur      | Buteur équipe domicile | Buteur équipe extérieur | Arbitrage  |
| ---------- | ---------- | ---------------- | ---------- | --------------------- | ---------------------- | ----------------------- | ---------- |
| 24/03/2024 | 13h00      | CA Montrouge     |            | Racing Club de France |                        |                         |            |
| 24/03/2024 | 13h00      | Lille MHC        |            | Douai HC              |                        |                         |            |
| 24/03/2024 | 14h00      | Saint-Germain HC |            | IH Lambersart         |                        |                         |            |
| 24/03/2024 | 15h00      | Cambrai HC       |            | FC Lyon               |                        |                         |            |
| 24/03/2024 | 15h00      | Villa Primrose   |            | Stade Français        |                        |                         |            |

| Journée 14 | Journée 14 | Journée 14            | Journée 14 | Journée 14       | Journée 14             | Journée 14              | Journée 14 |
| Date       | Heure      | Équipe domicile       | Score      | Équipe extérieur | Buteur équipe domicile | Buteur équipe extérieur | Arbitrage  |
| ---------- | ---------- | --------------------- | ---------- | ---------------- | ---------------------- | ----------------------- | ---------- |
| 07/04/2024 | 14h00      | Racing Club de France |            | Cambrai HC       |                        |                         |            |
| 07/04/2024 | 15h00      | FC Lyon               |            | Saint-Germain HC |                        |                         |            |
| 07/04/2024 | 15h00      | IH Lambersart         |            | Villa Primrose   |                        |                         |            |
| 07/04/2024 | 15h00      | Stade Français        |            | Lille MHC        |                        |                         |            |
| 07/04/2024 | 15h00      | Douai HC              |            | CA Montrouge     |                        |                         |            |

| Journée 15 | Journée 15 | Journée 15       | Journée 15 | Journée 15            | Journée 15             | Journée 15              | Journée 15 |
| Date       | Heure      | Équipe domicile  | Score      | Équipe extérieur      | Buteur équipe domicile | Buteur équipe extérieur | Arbitrage  |
| ---------- | ---------- | ---------------- | ---------- | --------------------- | ---------------------- | ----------------------- | ---------- |
| 14/04/2024 | 13h00      | CA Montrouge     |            | Lille MHC             |                        |                         |            |
| 14/04/2024 | 14h00      | Saint-Germain HC |            | Racing Club de France |                        |                         |            |
| 14/04/2024 | 15h00      | Villa Primrose   |            | FC Lyon               |                        |                         |            |
| 14/04/2024 | 15h00      | IH Lambersart    |            | Stade Français        |                        |                         |            |
| 14/04/2024 | 15h00      | Cambrai HC       |            | Douai HC              |                        |                         |            |

| Journée 16 | Journée 16 | Journée 16       | Journée 16 | Journée 16            | Journée 16             | Journée 16              | Journée 16 |
| Date       | Heure      | Équipe domicile  | Score      | Équipe extérieur      | Buteur équipe domicile | Buteur équipe extérieur | Arbitrage  |
| ---------- | ---------- | ---------------- | ---------- | --------------------- | ---------------------- | ----------------------- | ---------- |
| 20/04/2024 | 15h00      | Cambrai HC       |            | Villa Primrose        |                        |                         |            |
| 20/04/2024 | 15h00      | Saint-Germain HC |            | Stade Français        |                        |                         |            |
| 20/04/2024 | 15h00      | Douai HC         |            | Racing Club de France |                        |                         |            |
| 20/04/2024 | 17h00      | Lille MHC        |            | FC Lyon               |                        |                         |            |
| 20/04/2024 | 17h00      | CA Montrouge     |            | IH Lambersart         |                        |                         |            |

| Journée 17 | Journée 17 | Journée 17            | Journée 17 | Journée 17       | Journée 17             | Journée 17              | Journée 17 |
| Date       | Heure      | Équipe domicile       | Score      | Équipe extérieur | Buteur équipe domicile | Buteur équipe extérieur | Arbitrage  |
| ---------- | ---------- | --------------------- | ---------- | ---------------- | ---------------------- | ----------------------- | ---------- |
| 21/04/2024 | 15h00      | Stade Français        |            | Douai HC         |                        |                         |            |
| 21/04/2024 | 15h00      | IH Lambersart         |            | Cambrai HC       |                        |                         |            |
| 21/04/2024 | 15h00      | Villa Primrose        |            | Saint-Germain HC |                        |                         |            |
| 21/04/2024 | 15h00      | FC Lyon               |            | CA Montrouge     |                        |                         |            |
| 21/04/2024 | 16h00      | Racing Club de France |            | Lille MHC        |                        |                         |            |

| Journée 18 | Journée 18 | Journée 18      | Journée 18 | Journée 18            | Journée 18             | Journée 18              | Journée 18 |
| Date       | Heure      | Équipe domicile | Score      | Équipe extérieur      | Buteur équipe domicile | Buteur équipe extérieur | Arbitrage  |
| ---------- | ---------- | --------------- | ---------- | --------------------- | ---------------------- | ----------------------- | ---------- |
| 28/04/2024 | 14h00      | Lille MHC       |            | IH Lambersart         |                        |                         |            |
| 28/04/2024 | 14h00      | Cambrai HC      |            | Saint-Germain HC      |                        |                         |            |
| 28/04/2024 | 14h00      | Stade Français  |            | Racing Club de France |                        |                         |            |
| 28/04/2024 | 14h00      | CA Montrouge    |            | Villa Primrose        |                        |                         |            |
| 28/04/2024 | 14h00      | Douai HC        |            | FC Lyon               |                        |                         |            |